# Kloster Santa Maria di Rifesi
Das Kloster Santa Maria di Rifesi ist ein ehemaliges Zisterzienserkloster nahe Burgio in Sizilien. Die frühere Klosterkirche ist heute Wallfahrtskirche.

## Geschichte
Das Kloster wurde 1170 durch einen Ansaldo, Kastellan des Palazzo Reale in Palermo, vermutlich für Benediktiner gegründet. 1188 wurde es durch Zisterzienser, die aus dem Kloster SS. Trinitas de Refech im Nahen Osten vor den heranrückenden Truppen Saladins geflohen waren, besetzt. In einer Bulle aus dem Jahr 1198, die 1271 in Palermo bestätigt wurde, stellte Papst Innozenz III. das Kloster unter seinen Schutz, bestätigte Besitzungen und Privilegien, die den Konvent praktisch unabhängig von der Einflussnahme des Bischofs von Agrigent machten. Ausdrücklich wurde Rifesi hier als Tochterkloster der Abtei Balamand genannt. Zum Ende des Klosterlebens können keine Angaben gemacht werden. Die Chiesa Madre Sant'Antonio Abate von Burgio bewahrt ein byzantinisches Kruzifix, welches die Mönche aus dem Nahen Osten mitgebracht haben sollen.

## Bauten und Anlage
Die Klosterkirche Santa Maria di Rifesi wurden im Stil der normannischen Gotik in strengen, schlichten Formen errichtet und schließt im Osten mit einer flachen Halbkreisapside. Die Klausur befand sich südlich der Kirche und ist bis auf die Grundmauern zerstört.